# Blagoje Bersa
Blagoje Bersa (rođen kao Benito Bersa, Dubrovnik, 21. prosinca 1873. – Zagreb, 1. siječnja 1934.), hrvatski skladatelj i glazbeni pedagog. 

## Životopis
Benito Bersa rodio se 21. prosinca 1873. u Dubrovniku, sin Ivana Zenke i Filomene Ursule Berse, rođ. de Medici. Otac Ivan bio je pasionirani glazbeni amater koji je u Dubrovniku osnovao gudački kvartet s Perom Budmanijem. Kada se 1881. obitelj Bersa vratila u Zadar (Blagoju je tada bilo osam godina), otac se nastavio baviti glazbom amaterski. Blagoje je zapisao u Uspomenama (11. prosinca 1929.): "U mojoj očevoj kući u Zadru mnogo se muziciralo. Osim majke i brata Bruna svi smo svirali, otac violinu, sestra klavir, Josip vcello, Vladimir klavir i violinu, Zenko violinu, a ja klavir i harmoniju, dok sam bio mali uvijek sam slušao kako sviraju, a stajao bih iza legja brata Vladimira (svirao klavir) dok je otac svirao violinu i Josip vcello. Gledao sam note koje svira Vladimir i onda gledao na klaviaturi gdje bi on stavio prste, jer sam čisto sâm učio klavir i tako doznao gdje je ta i ta nota na klaviru. Otac mi nije pustio da učim muziku. Još danas ne znam zašto…" U to doba privlači ga najviše književnost (napisao je nekoliko kasnije uništenih drama) te glazba, pa pokušava skladati (glazbeni intermezzo La serva padrona, naznačen kao op. 2; 1891/1892)

U Zadru je Blagoje pohađao osnovnu i dijelom srednju školu koju je nastavio u Beču (Theresianum), Trstu pa ponovno u Zadru. Elegija Povero Tonin, za violinu i klavir, op.1 skladana je u Zadru, ali bez datacije te glazbeni intermezzo La serva padrona op. 2. Od 1893. do 1896. godine, Blagoje je bio učenik Glazbene škole Narodnoga zemaljskog glazbenog zavoda u Zagrebu gdje su mu učitelji bili Ivan pl. Zajc (glasoviru i kompozicija), Anton Stöckl (glazbena teorija) i Hinko Geiger (violončelo). Na kraju naukovanja u Zagrebu započeo je rad na operi Jelka prema libretu brata Josipa koju je dovršavao pet godina, praizvedena koncertno u Hrvatskom glazbenom zavodu u Zagrebu 2016. godine; Hrvatski komorni orkestar; Cantores Santi Marci; Miran Vaupotić, dirigent.

Od 1896. do 1899., Blagoje Bersa je bio student Bečkog konzervatorija na kojemu je glasovir učio kod Juliusa Epsteina, a kompoziciju kod Roberta Fuchsa, koji je također bio profesor Gustava Mahlera, Huga Wolfa, Jeana Sibeliusa i Aleksandra Zemlinskog. Još za vrijeme bečkog studija skladao je simfonijsku pjesmu Hamlet i niz glasovirskih djela. Diplomirao je orkestralnom skladbom Andante sostenuto op. 29, koja je bila javno izvedena. Po završetku bečkoga studija nije našao zaposlenje pa je na poziv sarajevskog pjevačkog društva »Trebević« 1900. boravio u tom gradu gdje se upoznao sa Silvijem Strahimirom Kranjčevićem i Ivom Pilarom s kojima će se i ubuduće družiti.

Sljedeće godine se seli u Split u kojem je kratko vodio pjevačko društvo »Zvonimir«. Vjenčao se 19. kolovoza 1901. u Hvaru s Lucijom Sambuk (voljenom Lucy) kojoj će u dnevniku posvetiti mnoge i dirljive retke. Godine 1908. rodio im se sin Ivan koji je nakon nekoliko mjeseci umro. Nakon Splita, Bersa se pokušao zaposliti u Zagrebu, ali neuspješno. U neobjavljenoj rukopisnoj autobiografiji napisao je da je Split bio za njega preusko polje rada, dok je na Zagreb s pravom bio ogorčen: U Zagrebu 2 mjesta bila prazna ali dobiše ih inozemci! Nije mu preostalo drugo nego potražiti posao u inozemstvu. U Grazu je 1902. volontirao kao dirigent Gradskog kazališta, a već se 1903. preselio u Beč u kojem je, s kraćim prekidom radi boravka u Osijeku (u sezoni 1908./1909.), ostao punih šesnaest godina. Od listopada 1904. do ožujka 1905. bio je na turneji u Njemačkoj, Švicarskoj i Češkoj s poznatom recitatoricom Paulom Wirth koja je izvodila melomonodrame, a Bersa ju je pratio na glasoviru ili je ravnao manjim ansamblom te je za nju skladao i dvije monodrame Salome i Frou Frou.

Do dolaska u Beč završio je operu Jelka (1901) te Dramatsku ouvertiru (1900), Idilu i Capriccio-scherzo (oba 1902) za orkestar, skladbe koje su trebale činiti prva tri stavka zamišljene Simfonije u c-molu, no skice za četvrti stavak – Tempo della Sinfonia, Finale – kao i prvih 97 taktova partiture također iz 1902. ostali su nedovršeni. U Grazu je skladao i niz popjevki i tu su nastale i prve skice za nikad dovršen glazbeni roman Raskolnikov.

Bersino dugo bečko razdoblje vrlo je raznoliko, ispunjeno događajima, poznanstvima, različitim djelatnostima, snovima i ostvarenjima, ali i trajnom brigom za svakodnevni život. U početku je davao privatne satove i živio od očeve potpore, a u prvim godinama mnogo mu je pomagao i Srećko Albini koji je od 1902. do 1909. djelovao u Beču kao slobodni umjetnik. Albini je ostao dobar Bersin drug i kad je postao ravnatelj Zagrebačke opere (1909.) zdušno se brinući oko praizvedbi Ognja (izvorno Der Eisenhammer, na njemačkom; libreto A. M. Willnera, 1905–1907; praizvedba u Zagrebu 11. I 1911) i Postolara od Delfta (prvotno Der Schuster von Delft, na njemačkom libreto A. M. Willnera i J. Wilhelma; praizvedba u Zagrebu 26. I 1914; premijera u Beču 7. XI 1918). Godina 1911–1918. zaposlen je kao glazbeni savjetnik i stalni aranžer u nakladnom poduzeću L. Doblinger (B. Herzmansky), što mu je osiguralo redovite mjesečne prihode ali i nametnulo određene dužnosti: aranžiranje tuđih djela, izradbu klavirskih izvadaka te dorađivanje, odnosno orkestriranje kompozicija tada popularnih, mahom operetnih skladatelja. Posao je bio mukotrpan, često nedovoljno plaćen ali i nužan jer mu je poslodavac 1911. objavio glasovirski izvadak Oganj i pet popjevki te glasovirski izvadak, pet pjevačkih fragmenata i libreto Postolara 1918. Iz brojnih dnevničkih zapisa i korespondencije vidljiv je Bersin otpor prema ovom poslu, ali je prisutna i trajna svijest o vlastitim vrijednostima, osobito u pogledu orkestracije kojim vještinama mnogi popularni bečki operetni (pa i neki operni) skladatelji uopće nisu vladali. Godinu dana prije konačnog povratka u Zagreb 1918. Bersa je radio za izdavačku kuću M. Obuljena Édition Slave koja mu je izdala popijevke skladane prema stihovima Petra Preradovića.

Bečko razdoblje ujedno je bilo i najplodnije u Bersinom skladateljskom životu. U Beču su nastale obje njegove opere, Oganj i Postolar od Delfta, brojne solo pjesme među kojima su i Oj sanci vi šareni sanci, Ja te ljubim i Robinjica (na tekstove Josipa Berse) te najpoznatija Seh duš dan (1918) na tekst Vladimira Nazora, glasovirske skladbe Fantasia breve, Scherzo i L’heure de rêveries koje su poslije postale stavci popularnog suitnog ciklusa Po načinu starih »Airs de ballet« (1926). U Beču je započeo skicirati i dovršio prvu verziju partiture Sunčanih polja (Zagreb 1950.) dio zamišljenog ciklusa Moja domovina, od kojeg je ostao simfonijski diptih, uz simfonijsku pjesan Sunčana polja i Sablasti (1926) koje je skladao po povratku u Zagreb. Osim navedenih djela treba možda kao kuriozum navesti još i scensku glazbu za dramu Antigona Waltera Hasenclevera kao i glazbu za film Villa von Narenta (Vila od Neretve, Beč 1919).

Zanimljiv je i Bersin društveni život u Beču koji se najprije odvijao u klubu hrvatskih i srpskih umjetnika koji je Bersa najvjerojatnije s Milanom Rešetarom pokrenuo potkraj 1912. godine. Taj klub kao i intelektualne sjednice koje se od početka 1918. odvijaju u privatnim domovima pa tako vrlo često i u Bersinu domu, samo dokazuje da krugovi intelektualne i nacionalne privrženosti što ih dijaspora stvara u Beču bivaju sve homogeniji što se Monarhiji više bliži kraj – piše Eva Sedak u uvodnome tekstu Dnevnika i Uspomena (Mjesta – Vrijeme – Putovi. Bilješke uz životopis Blagoja Berse). Sudionici tih kružoka bili su brojni književnici, povjesničari, slikari, kipari i tek pokoji glazbenik (Josip Kosor, Rikard Katalinić Jeretov, Mara i Toma Rosandić, Josip Hatze...). Diskutiralo se o politici i umjetnosti, Bersa je živo sudjelovao i sve češće razmišljao i pisao o svom osjećaju pripadnosti slavenstvu. Privrženost ideji o ujedinjenju svih južnih Slavena jedno je od lica Bersina vitalističkoga panteizma, istaknula je E. Sedak. Na to nedvojbeno utječe i Ivan Meštrović koji je u Beču boravio od 1901., a moguće je da je Josip Hatze upoznao Bersu i Meštrovića i s idejnim krugom u kojem je sudjelovao Ivo Vojnović. Upravo je dubrovački konte, odnosno njegova literatura, jedna od trajnih ali nerealiziranih Bersinih glazbenih želja. Iz Dnevnika i Korespondencije doznajemo kako želi uglazbiti Ekvinocij, Gospođu sa suncokretom, Smrt majke Jugovića, a nadasve tetralogiju iz mitusa slavenskih bogova za koju bi tekst pisali Vojnović ili Nazor. Ništa od toga, znamo, nije ostvareno. No kako se bližio kraj Prvog svjetskog rata, Bersa se upuštao u skladanje nekih djela koja su iskazivala njegova politička razmišljanja. Najprije je sudjelovao na Nazorovoj večeri 24. veljače 1918., kad je Olga Radoničić praizvela popijevku Seh duš dan, a potom je sve svoje snage upregnuo kako bi za Preradovićevu proslavu 13. svibnja 1918. skladao dostojno djelo. Tako je nastala kantata Zora puca, bit će dana za sopran, alt i bariton solo, mješoviti zbor i klavir. Djelo je, kao i nekoliko popijevaka na Preradovićeve tekstove, doživjelo ovacije više od tisuću prisutnih, među kojima je bio i Vojnović, u srednjoj dvorani Konzerthausa. U veljači 1919. godine, nekoliko mjeseci prije definitivnog povratka u Zagreb, skladao je još i Himnu (Slavenska himna, Jugoslavenska himna) za mješoviti zbor a cappella na tekst Vukosave Mišić. Teško je u tom slijedu ne vidjeti ideologijsku poantu, zaokružuje E. Sedak. Išao je putem od dječaka koji je progovorio na materinskom talijanskom jeziku, preko skladatelja koji je obje svoje opere pisao prema njemačkim libretima do domoljuba koji se poput mnogih suvremenika oduševljavao (pan)slavizmom i vjerovao u novonastalu državu nakon raspada Austro-ugarske Monarhije, sve do čovjeka koji je u kasnijim godinama po povratku u Zagreb, neštedimice isticao svoju pripadnost hrvatskome narodu i njegovu glazbenom korpusu.

Posljednje Bersino razdoblje, ono zagrebačko, trajalo je petnaest godina, od 1919. do smrti 1934. godine. Neposredan povod bilo je dogovoreno gostovanje s basom Nikolom Zecom, no zapravo je odlučujuća bila neizrečena želja za konačnim povratkom. Ali Bersa u Zagrebu baš i nije bio poznat osim po izvedbama opera Oganj i Postolar od Delfta.

Zahvaljujući prijateljima nastanio se u zgradi Instituta za patologiju Medicinskog fakulteta na Šalati gdje je živio oko dvije godine, a potom je dobio, također privremeno, stan u Gradskoj kući br. 2 na nekadašnjoj Ciglani. Tek od 1931. pa do smrti živio je u vlastitoj kući u Žigrovićevoj 4. Zagreb ga nije primio nimalo ljubazno, potucanje od jednog do drugog birokrata radi stana i zaposlenja bilo je teško i ponižavajuće i vjerojatno je uzrokovalo tešku upalu žuči, od čega je na kraju i umro.

Blagoje Bersa je u hrvatskoj povijest ostao zapamćen kao jedan od najznačajnijih predstavnika hrvatske glazbene moderne, te je kao odličan pedagog odgojio niz hrvatskih kompozitora tijekom rada na Muzičkoj akademiji u Zagrebu, najistaknutiji Rudolf Matz, Božidar Kunc, Boris Papandopulo, Ivan Brkanović i Bruno Bjelinski.

## Značajke Bersine glazbe
Njegova glazba bliska je Richardu Wagneru i Richardu Straussu, ali i G. Mahleru, koji je otvoren prema novome. Postavio je temelje modernom orkestralnom stilu kod nas, uveo u operu realističku tematiku, skladao prva impresionistički obojena djela i odgojio niz istaknutih skladatelja, od 1922. g. predavač na Muzičkoj akademiji u Zagrebu. Bersina glazba je romantična i lirski refleksivna. Djela su mu najčešće rapsodičnog oblika, a odlikuju se izradbom pojedinosti. Bio je majstor instrumentacije. On je prvi podigao hrv. orkestralnu glazbu do zamjerne visine ne samo u simfonijskim, već i u svojim opernim djelima.
Modernitet glazbe ogleda se u njegovim solo pjesmama, zborskim opusima i orkestralnim djelima, ali najjače u operi "Oganj". Fasciniran je tamnim i pesimističnim, biografskim i sudbinskim, što se prepoznaje kao asocijacija na "Jugendstil".

## Djela

### Opere
- Jelka (libretto Josip Bersa), opera u 2 čina, op. 12 (1896. – 1901., praizvedba Zagreb 8. studenoga 2016.)
- Salome (J. Donat), melodrama op. 54 (1904.)
- Frou-Frou (J. Donat), melodrama op. 54 (1904.)
- Die vier Temperamente (J. Donat), melodrama op. 55 (1904.)
- Die rote Anna (J. Donat), melodrama (1904.)
- Der Eisenhammer (Oganj; Alfred Maria Willner), opera u 3 čina, op. 57 (1905. – 1906., praizvedba Zagreb 12. siječnja 1911.)
- Der Schuster von Delft (Postolar od Delfta; Alfred Maria Willer i Julius Wilhelm prema Hansu Christianu Andersen), komična fantastična opera u 3 čina (1912., praizvedba Zagreb 26. siječnja 1914.)
- scenska glazba za Antigone (Walter Hasenclever) (1919.)

### Filmska muzika
- Vila od Narenta (1919.)

### Solo pjesme
- Mio povero amor op. 4 (1894.)
- Die Verlass'ne op. 5 (1895.)
- Na moru (Josip Bersa), balada za sopran i veliki orkestar op. 6
- Mrtvoj dragoj (J. Pinter) za glas i gudački orkestar op. 8 (1895.)
- Bio bih rekao op. 13 (1896.), fragment
- Edward (Herder) op. 17 (1897.)
- Il Re di Tule (G. Carducci prema Goetheu) op. 21 (1897.)
- Zaljubljeni luđak (B. Lovrić) op. 33 (1902.)
- O lache nicht (Ljermontov) op. 32 (1903.)
- Mein süßes Lieb (Heine) op. 39 (1903.)
- Und als ich so lange (Heine) op. 40 (1903.)
- Auf den Wällen Salamankas (Heine) op. 41 (1903.)
- Duhaj vjetre (B. Lovrić) op. 43 (1903.)
- Kolko sam te (Josip Bersa) op. 44 (1903.)
- Oj sanci, vi šareni sanci (Josip Bersa) op. 45 (1903.)
- Ja te ljubim (Josip Bersa) op. 46 (1903.)
- Robinjica (Josip Bersa) op. 47 (1903.)
- Ne znam šta je (Josip Bersa) op. 48 (1903)
- Ein Schwan (Ibsen) op. 52 (1903.)
- Meeresleuchten (Carl Siebel) op. 61 (1906.)
- La Fête des morts (Maurice Bouchor) op. 64 (1909.)
- Lieb Liebchen (Heine) op. 66 (1909.)
- Ein Lied der Liebe (Reinhard Volker) op. 67 (1910.)
- Primorska pjesmica (Petar Preradović) op. 72 (1918.)
- Jelica (Petar Preradović) op. 73 (1918.)
- Seh duš dan (Vladimir Nazor) op. 74 (1918.)
- Crni dan (Petar Preradović) (1918.)
- Kad (Petar Preradović) (1918.)

### Vokalne skladbe
- Ave Maria za sopran tenorm zbor i orgulje op. 10 (1895.)
- Nun lobet Herrn in seinem Knecht, motet za mješoviti zbor op. 30
- Ljudevitu Gaju (J. Miličić) za mješoviti zbor (1909.)
- Danas slavno za ženski zbor i orgulje (1916.)
- Zora puca, bit će dana (Petar Preradović) za sopran, alt, tenor, mješovit zbor i glasovir (1918.)
- Himna (V. Mišić) za mješovit zbor (1919.)
- Tri pejsaža: Mjesečina ljetna za mješoviti zbor a cappella bez teksta (1921.); Jesen za mješoviti zbor bez teksta, obou, engleski rog, 2 fagota (1922.); Prvi snijeg: Predvečerje za muški zbor bez teksta, harfu, 2 roga i violunu (1922.)

### Orkestralne skladbe
- Il sogno d'una sposa, simfonijska pjesma op. 22 (1897.)
- Hamlet, simfonijska pjesma op. 23 (1897.)
- Andante sostenuto op. 29 (1899.)
- Una notte in Ellade, simfonijska pjesma op. 31 (1902.; in 1934. revidirao Zvonimir Bradić kao Nokturno: San ljetne noći na Hvaru)
- Sunčana polja, simfonijska pjesma (1919.)
- Concertando za violinu i orkestar (1924.), nezavršeno; Z. Bradić 1934. revidirao kao Simfonijske varijacije)
- Sablasti, simfonijska pjesma (1926.)
- Sinfonia tragica "Quattro ricordi della mia vita" (Tragična simfonija – Četiri uspomene iz moga života) u C-molu:

- I. Ouverture drammatica (Dramatska uvertira), Op. 25a (1898)
- II. Idillio "Il giorno delle mie nozze" (Idila – Dan mog vjenčanja), Op. 25b (1902)
- III. Capriccio-Scherzo, Op. 25c (1902)
- IV. Finale "Vita nuova" (Novi život), Op. 25d (nedovršeno; skica za klavir. Orkestrirao njegov učenik Zvonimir Bradić, kome je Bersa dao isključivo pravo za to)

### Komorne skladbe
- Povero Tomin, elegija za violinu i glasovir op. 1
- Klaviertrio im klassischen Stil op. 7 (1895.)
- Gudački kvartet u c molu op. 9 (1895.)
- Menuett za gudački kvartet op. 14 (1896.)
- Rêverie za violončelo i glasovir op. 49 (1904.)

### Klavirske skladbe
- Walzer A dur op. 3 (1893.)
- Ballabile (1894.)
- Minuetto op. 11
- Bagatella op. 16 (1897.)
- Rondo-Polonaise op. 18 (1895. – 1897.)
- Sonata u C duru op. 19 (1897.)
- Sonata u f molu op. 20 (1897.)
- Marcia trionfale op. 24 (1898.)
- Varijacije op. 15 (1899.)
- Fantasia impromptu op. 27 (1903.)
- Nocturne op. 38 (1903.)
- Ora triste op. 37 (1903.)
- Riso e lamento op. 63 (1908.)
- Noveletta op. 69 (1910.)
- Serenada-Barkarola (1917.)
- Venecijanska barkarola op. 58 (1905. – 1921.)
- Valse mélancolique op. 76 (1915. – 1921.)
- Mélancolie op. 76 (1919. – 1921.)
- Balada u d molu op. 75 (1921.)
- Na žalu (1921.)
- Po načinu starih "Airs de ballet" (1924.)

## Vanjske poveznice
- Porijeklo obitelji Blagoja Berse (Heraldrys Institute of Rome)
- Leksikografski Zavod Miroslav Krleža – Hrvatski biografski leksikon – BERSA, Blagoje (Benito)

## Poveznice
- Hrvatski skladatelji klasične i folklorne glazbe